# Konfination
Die Konfination oder Konfinierung (von lat. confinium = Grenze, Grenzgebiet)  bezeichnet eine Form der Verbannung.

## Begriff
Im mittelalterlichen Strafensystem stellte die Konfination eine Freiheitsstrafe dar, bei der dem Verurteilten ohne eigentliche Gefangenhaltung untersagt wurde, einen bestimmten Ort oder Bezirk zu verlassen. Dem Konfinierten wurde ein meist eng umgrenzter Aufenthaltsort für eine bestimmte Zeitspanne zugewiesen. Oft unterlag er daneben weiteren Ge- bzw. Verboten (z. B. Berufsverbot). Aufenthalt und Verhalten wurden durch die lokale Polizei überwacht.
Vielfach angewendet wurde die Konfination im faschistischen Italien. Administrativ wurde zwischen confino comune und confino politico unterschieden.
Sie bestand auch im deutschen und österreichischen Strafrecht. In Deutschland wurde sie schon vor 1871 durch die Polizeiaufsicht abgelöst. Während des Ersten und Zweiten Weltkrieges finden sich in deutschen und österreichischen Rechtstexten und in der Strafrechtspraxis Rückgriffe auf die Konfination bzw. Konfinierung. So wurden im Oktober 1914 und Anfang 1915 in den österreichischen Internierungslagern Karlstein an der Thaya und Drosendorf "Konfinierungsstationen" eingerichtet.
In angelsächsischen Strafsystemen ist der Begriff noch zur Bezeichnung der Isolationshaft gebräuchlich, von der sich die Konfination nach deutschem Sprachgebrauch aber streng unterscheidet.

## Konfinierung im österreichischen Asylrecht
Im österreichischen Recht bezeichnet die Konfinierung die Beschränkung der Freizügigkeit durch einfach-gesetzliche Bestimmungen. Als solche findet sie Anwendung im geltenden Asylrecht zum Zwecke der „Sicherung der Zurückweisung“ („Ein Fremder, der einer Erstaufnahmestelle am Flughafen vorgeführt worden ist, kann, soweit und solange die Einreise nicht gestattet wird, dazu verhalten werden, sich zur Sicherung einer Zurückweisung an einem bestimmten Ort im Grenzkontrollbereich oder im Bereich dieser Erstaufnahmestelle aufzuhalten [...]; er darf jederzeit ausreisen“ (§ 32 (1) Asylgesetz von 2005).

## Kanonisches Recht
Die Konfinierung ist eine im Codex Iuris Canonici (CIC) geregelte Kirchenstrafe, die Klerikern und Ordensleuten auferlegt werden kann. Sie besteht in dem Verbot, sich in einem bestimmten Ort oder Gebiet aufzuhalten, oder einem Aufenthaltsgebot für einen bestimmten Ort oder ein bestimmtes Gebiet (Kapitel II Sühnestrafen Can. 1337).

## Konfination in literarischen Texten
Eine autobiographische Schilderung von Art und Weise der Konfination Mitte der 1930er Jahre in Süditalien gibt Carlo Levi in dem Buch Christus kam nur bis Eboli (1945).